# Gmina Massena

Położenie Gminy Massena w hrabstwie Cass

Gmina Massena (ang. Massena Township) – gmina w USA, w stanie Iowa, w hrabstwie Cass. Według danych z 2000 roku gmina miała 608 mieszkańców.